# Marionina cliarensis
Marionina cliarensis är en ringmaskart som först beskrevs av Rowland Southern 1913.  Marionina cliarensis ingår i släktet Marionina och familjen småringmaskar. Inga underarter finns listade i Catalogue of Life.